# Voice Junior (Sæson 5)
Voice junior sæson 5 er en musikkonkurrence for børn hvor der er 3 coaches Wafande, Oh Land og Joey Moe. Værterne er Mikkel Kryger og Stephania Potalivo. Femte sæson af Voice Junior sendes i efteråret 2017.
- Vinder
- Andenplads
- Tredjeplads
- Udstemt i Semifinalen
- Udstemt i  kvartfinalen

| Coach    | Artister  | Artister | Artister |
| -------- | --------- | -------- | -------- |
| Joey Moe | Olga      | Jonathan | Kamille  |
| Oh Land  | Donnchadh | Nikoline | Dafne    |
| Wafande  | Merle     | Shanikwa | Solveig  |

## Statistik
Farvekoder:
| – | Joey Moe som coach |
| – | Wafande som coach  |
| – | Oh Land som coach  |

| – | Vinder                                                                 |
| – | Andenplads                                                             |
| – | Deltageren blev råbt op som værende gået videre (vilkårlig rækkefølge) |
| – | Deltageren fik færrest seerstemmer og blev som følge heraf stemt ud    |

|         | Dafne     | 4. 12,5%                                      | 3. 18,1%                                         | Vinder 42,7%             | Vinder 42,7%           |  |  |  |
|         | Merle     | 2. 17,3%                                      | 1. 19,7%                                         | Andenplads 41,9%         | Andenplads 41,9%       |  |  |  |
|         | Kamille   | 1. 19,8%                                      | 2. 18,5%                                         | Tredjeplads 15,4%        | Tredjeplads 15,4%      |  |  |  |
|         | Jonathan  | 3. 14,1%                                      | 4. 18,0%                                         | Udstemt (Semifinalen)    | Udstemt (Semifinalen)  |  |  |  |
|         | Solveig   | 5. 10,0%                                      | 5. 17,3%                                         | Udstemt (Semifinalen)    | Udstemt (Semifinalen)  |  |  |  |
|         | Donnchadh | 6. 8,2%                                       | 6. 8,4%                                          | Udstemt (Semifinalen)    | Udstemt (Semifinalen)  |  |  |  |
|         | Shanikwa  | 7. 7,3%                                       | Udstemt (Kvartfinalen)                           | Udstemt (Kvartfinalen)   | Udstemt (Kvartfinalen) |  |  |  |
|         | Nikoline  | 8. 6,9%                                       | Udstemt (Kvartfinalen)                           | Udstemt (Kvartfinalen)   | Udstemt (Kvartfinalen) |  |  |  |
|         | Olga      | 9. 3,9%                                       | Udstemt (Kvartfinalen)                           | Udstemt (Kvartfinalen)   | Udstemt (Kvartfinalen) |  |  |  |
|         |           |                                               |                                                  |                          |                        |  |  |  |
| Udstemt | Udstemt   | Olga Shanikwa Nikoline Udstemt i Kvartfinalen | Solveig Donnchadh Jonathan Udstemt i Semifinalen | Merle Kamille Andenplads | Dafne Vinder           |  |  |  |

## Kvartfinalen (14. oktober)
| Rækkefølge | Coach    | Artist    | Sang                                                | Resultat     |
| ---------- | -------- | --------- | --------------------------------------------------- | ------------ |
| 1          | Oh Land  | Nikoline  | "I Don't Know My Name"                              | Stemt ud     |
| 2          | Wafande  | Merle     | "Give Mig Danmark Tilbage"                          | Stemt videre |
| 3          | Joey Moe | Olga      | "Mind The Gap"                                      | Stemt ud     |
| 4          | Oh Land  | Donnchadh | "Stop Me If You Think You've Heard This One Before" | Stemt videre |
| 5          | Wafande  | Shanikwa  | "Daddy Lessons"                                     | Stemt ud     |
| 6          | Joey Moe | Kamille   | "Call me maybe"                                     | Stemt videre |
| 7          | Oh Land  | Dafne     | "Wasting my young years"                            | Stemt videre |
| 8          | Wafande  | Solveig   | "Say a little prayer"                               | Stemt videre |
| 9          | Joey Moe | Jonathan  | "Du kan gøre, hvad du vil"                          | Stemt videre |

## Semifinalen (21. oktober)
| Rækkefølge | Coach    | Artist    | Sang                               | Resultat     |
| ---------- | -------- | --------- | ---------------------------------- | ------------ |
| 1          | Joey Moe | Kamille   | "Ingenmandsland"                   | Stemt videre |
| 2          | Oh Land  | Dafne     | "Darlings"                         | Stemt videre |
| 3          | Joey Moe | Jonathan  | "Déjà vu"                          | Stemt ud     |
| 4          | Wafande  | Solveig   | "Fugleflugt"                       | Stemt ud     |
| 5          | Oh Land  | Donnchadh | "Bang bang (my baby shot me down)" | Stemt ud     |
| 6          | Wafande  | Merle     | "En sidste sang"                   | Stemt videre |

## Finalen (4. november)
| Rækkefølge | Coach    | Artist  | Sang                  | Rækkefølge | Sang Duet med Coach             | Resultat    |
| ---------- | -------- | ------- | --------------------- | ---------- | ------------------------------- | ----------- |
| 1          | Wafande  | Merle   | "Dans Din Idiot"      | 4          | "Gi' Mig Et Smil" (med Wafande) | Andenplads  |
| 2          | Joey Moe | Kamille | "How Far I'll Go"     | 5          | "Hey Mor" (med Joey Moe)        | Trejdeplads |
| 3          | Oh Land  | Dafne   | "My Heart Will Go On" | 6          | "Wolf and I" (med Oh Land)      | Vinder      |

## Eksterne kilder og henvisninger
- Kluddermutter: Traileroptagelser var tæt på at gå galt for Oh Land tv2.dk 6. september 2016

 Der er for få eller ingen kildehenvisninger i denne artikel, hvilket er et problem. Du kan hjælpe ved at angive troværdige kilder til de påstande, som fremføres i artiklen.